# Carlos de Icaza González
Carlos Alberto de Icaza González (Beirut, Líbano, 15 de febrero de 1948) es un diplomático mexicano de ascendencia libanesa. A partir del 18 de diciembre de 2012 funge como Subsecretario de Relaciones Exteriores.
Realizó sus estudios de licenciatura en Relaciones Internacionales en la Facultad de Ciencias Políticas y Sociales de la Universidad Nacional Autónoma de México (UNAM).

## Trayectoria diplomática
Ingresó al Servicio Exterior Mexicano en 1970, en 1982 es ascendido al rango de Embajador y en 2005 se le otorgó la distinción de Embajador Eminente. Ha desempeñado los siguientes cargos:
- Embajador de México en Francia (2007-2012) y Representante Permanente ante la Organización de las Naciones Unidas para la Educación, la Ciencia y la Cultura (UNESCO) (2010-2012).
- Embajador de México en Estados Unidos (2004-2007).
- Embajador de México ante Japón (2001-2004).
- Subsecretario de Relaciones Exteriores para América Latina y Asia-Pacífico (1998-2000).
- Embajador de México en Bélgica y Luxemburgo (1996-1998).
- Embajador de México en Argentina (1995-1996).
- Oficial Mayor de la Secretaría de Educación Pública (1994).
- Oficial Mayor de la Secretaría de Relaciones Exteriores (1991-1993).
- Secretario particular del secretario de Relaciones Exteriores, Fernando Solana (1988-1991).
- Embajador de México en Ecuador (1986-1988).
- Director general para América Latina y el Caribe (1983-1986).
- Director general del Servicio Exterior (1980-1983).
- Ministro en la Misión Permanente de México ante Organismos Internacionales ubicados en Ginebra (1979-1980).
- Secretario particular del subsecretario de Relaciones Exteriores (1973-1977).
- Tercer Secretario en la Embajada de México en Panamá (1971-1973).
- Analista en la Dirección General de Organismos Internacionales (1970-1971).[3]